# زكي حريري
زكي حريري مواليد 7 فبراير 1926 في القاهرة، هو لاعب كرة سلة مصري. مثّل منتخب بلاده. شارك في دورة الألعاب الأولمبية الصيفية سنة 1952.

## روابط خارجية
- زكي حريري على موقع الاتحاد الدولي لكرة السلة (الإنجليزية)
- زكي حريري على موقع الاتحاد الدولي لكرة السلة (الإنجليزية)
- زكي حريري على موقع الاتحاد الدولي لكرة السلة (الإنجليزية)
- زكي حريري على موقع الاتحاد الدولي لكرة السلة (الإنجليزية)
- زكي حريري على موقع سبورتس رفرنس (الإنجليزية)
- زكي حريري على موقع أوليمبيديا (الإنجليزية)